# NGC 599
NGC 599 is een elliptisch sterrenstelsel in het sterrenbeeld Walvis. Het hemelobject werd op 27 november 1785 ontdekt door de Duits-Britse astronoom William Herschel.

## Synoniemen
- PGC 5778
- MCG -2-5-5
- MK 1000